# Niels Christian Niels-Christiansen
Niels Christian Niels-Christiansen (10. maj 1925 - 11. oktober 2016), ofte blot kaldet Niels-Christiansen, var en dansk sportsjornalist, der gennem 40 år var en markant reporter og kommentator på DR TV.
Niels-Christiansen arbejdede på en række jyske dagblade, inden han i 1954 kom til Danmarks Radio. Her arbejdede han i en lang årrække tæt sammen med Gunnar "Nu" Hansen. Hans stemme var kendt fra en række sportstransmissioner på tv, ikke mindst i vintersportsgrene som kunstskøjteløb samt i mange år transmissionerne fra den traditionelle skihopskonkurrence i Garmisch-Partenkirchen. Men han dækkede et bredt spektrum af sportsgrene og kommenterede således også den første kamp, der blev sendt i Tipslørdag i 1969. Niels-Christiansen kommenterede fra otte olympiske sommerlege og ni olympiske vinterlege samt ni fodbold-VM-slutrunder.
Han gik på pension i 1994.